# Amblyeleotris melanocephala
Amblyeleotris melanocephala är en fiskart som beskrevs av Aonuma, Iwata och Yoshino 2000. Amblyeleotris melanocephala ingår i släktet Amblyeleotris och familjen smörbultsfiskar. Inga underarter finns listade i Catalogue of Life.